# Carl Röchling
Carl Röchling (né le 18 octobre 1855 à Sarrebruck, mort le 6 mai 1920 à Berlin) est un peintre allemand. Il réalise essentiellement des œuvres ayant pour sujet le genre et l'histoire militaires.

## Biographie
Carl Röchling étudie de 1875 à 1880 à l'académie des beaux-arts de Karlsruhe auprès de Ludwig des Coudres et Ernst Hildebrand puis à l'académie des arts de Berlin auprès d'Anton von Werner qui le fait participer à la création de peintures panoramiques. Il devient vite un peintre représentant les scènes de guerre et historiques.
Avec Richard Knötel, il illustre de nombreux livres pour enfants. Le chocolatier Ludwig Stollwerck (de) le choisit pour de nombreux projets.